# Roppongi (metropolitana di Tokyo)
La Stazione di Roppongi (六本木駅?, Roppongi-eki) è una stazione della Metropolitana di Tokyo, si trova a Roppongi. La stazione è servita sia dalle linee della Tokyo Metro che da quelle della Toei.

## Storia
La stazione venne inaugurata il 25 marzo 1964, all'epoca era parte esclusiva della Linea Hibiya. Il 12 dicembre 2000 venne inaugurata anche la parte relativa alla Linea Oedo.
Il binario 1 della Linea Ōedo  si trova a 42 m sotto il livello del suolo, questo la rende la più profonda delle stazioni della Metropolitana di Tokyo. Il binario 2 della Ōedo si trova invece a "soli" 32 metri sotto il manto stradale.

## Struttura

### Linea Hibiya
La stazione della linea Hibiya è costituita da due marciapiedi laterali con due binari centrali.
| 1 | Linea Hibiya | per Naka-Meguro e, via linea Tōkyū Tōyoko Hiyoshi e Kikuna               |
| 2 | Linea Hibiya | per Ginza, Ueno, Kita-Senju e, via linea Tōbu Isesaki, Tōbu Dōbutsu Kōen |

### Linea Ōedo
La stazione della linea Ōedo è costituita da due marciapiedi laterali con due binari centrali al quinto piano sotterraneo.
| 1 | Linea Ōedo | per Daimon e Ryōgoku       |
| 2 | Linea Ōedo | per Tochōmae e Hikarigaoka |

## Stazioni adiacenti
| «            | Servizio     | »              |
| Linea Hibiya | Linea Hibiya | Linea Hibiya   |
| ------------ | ------------ | -------------- |
| Hiroo        | -            | Kamiyachō      |
| Linea Ōedo   |              |                |
| Azabu-Jūban  | -            | Aoyama-itchōme |